# Saint Yves entre le pauvre et le riche (Louannec)
Le groupe schulpté Saint Yves entre le pauvre et le riche dans l'église Saint-Yves à Louannec, une commune du département des Côtes-d'Armor dans la région Bretagne en France, est un ensemble en bois datant du XVIe siècle. Il est classé monument historique au titre d'objet depuis le 26 juillet 1962. 
Cet ensemble de trois statues est une représentation traditionnelle du saint Yves, jugeant les démélés d'un riche et d'un pauvre, auquel il semble donner raison. Recteur de la paroisse, il assure également les fonctions d'official.